# Moumin Bahdon Farah
Moumin Bahdon Farah, écrit également Moumin Badon Farah[réf. nécessaire], né en 1939 et mort le 1er septembre 2009 est une personnalité politique de Djibouti.

## Biographie
Il a été député, chef du parti populaire social-démocrate, ministre de l'intérieur et ministre de la Justice. Il prend Bernard Borrel comme conseiller sur la réforme du code pénal djiboutien.